# Lasianthus cyanocarpus
Lasianthus cyanocarpus là một loài thực vật có hoa trong họ Thiến thảo. Loài này được Jack mô tả khoa học đầu tiên năm 1823.